# SMS Juan de Austria (1862)
Panserskibet Juan de Austria indgik i en serie på tre panserskibe i den kejserlige østrigske marine. Det var bygget af træ og derefter beklædt med panserplader, og på grund af trækonstruktionen blev det kasseret efter 10 års tjeneste. Officielt blev det ikke kasseret, for der var ikke bevillinger til nye skibe, så i stedet blev det "ombygget" til et nyt panserskib med jernskrog, der stort set kun havde navnet til fælles med det gamle skib. Skibet var opkaldt efter Juan de Austria, der ledede den Hellige Ligas flåde i slaget ved Lepanto i 1571.

## Tjeneste
Juan de Austria var en del af den østrigske flåde, der besejrede den italienske i slaget ved Lissa i 1866. I 1867 fik skibet sine kanoner udskiftet med kraftigere modeller. Juan de Austria var klassificeret som panserfregat af 2. klasse og i 1873 blev den returneret til værftet i Trieste og anvendt som basis for et nyt skib af samme navn. Faktisk var det kun lidt af panseret og dele af maskineriet, der kunne genanvendes – resten var nyt.